# Thủy điện ở Việt Nam
Thủy điện ở Việt Nam thuận lợi nhờ có có lượng mưa trung bình hàng năm cao, khoảng 1.800 - 2.000mm và hệ thống sông ngòi dày đặc với hơn 3.450 hệ thống. Ngoài mục tiêu cung cấp điện, các nhà máy thủy điện còn có nhiệm vụ cắt và chống lũ cho hạ du trong mùa mưa bão, đồng thời cung cấp nước phục vụ sản xuất và nhu cầu dân sinh trong mùa khô.

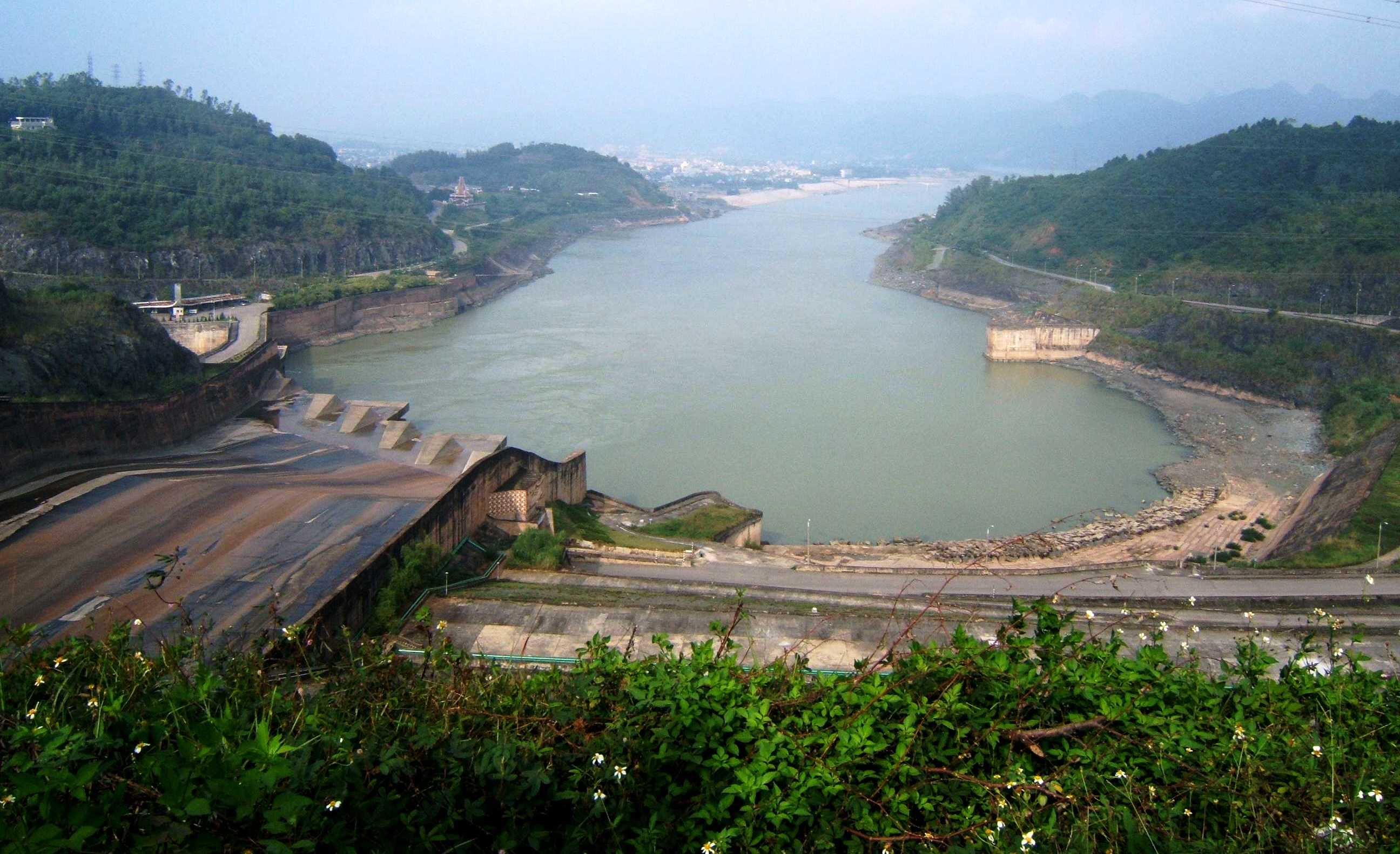
Đập Thủy điện Hòa Bình chặn đường cá mè lên nguồn đẻ trứng.

## Hiện thời
Tổng công suất thủy điện của Việt Nam trên lý thuyết vào khoảng 35.000MW, trong đó 60% tập trung tại miền Bắc, 27% phân bố ở miền Trung và 13% thuộc khu vực miền Nam.
Đến năm 2013, tổng số dự án thủy điện đã đưa vào vận hành là 268, với tổng công suất 14.240,5 MW. Năm 2014, thủy điện chiếm khoảng 32% trong tổng sản xuất điện. Cho đến nay các vị trí có thể xây dự án thủy điện lớn có công suất trên 100MW hầu như đã được khai thác hết.

## Tương lai
Hiện tại có 205 dự án với tổng công suất 6.198,88 MW đang xây dựng và dự kiến đưa vào vận hành trong giai đoạn 2015-2017. Riêng bốn tỉnh miền Trung cùng hai tỉnh ở Tây Nguyên là Kon Tum và Đắk Nông đã có gần 150 dự án thủy điện lớn nhỏ đã được phê duyệt. Là địa phương có số lượng các nhà máy thủy điện lớn nhất, Quảng Nam có đến 62 dự án thủy điện với tổng công suất lên tới 1.601MW.
Tuy nhiên theo dự báo của Quy hoạch phát triển điện đến các năm 2020 và 2030 thủy điện chỉ còn chiếm khoảng 23% trong tổng sản xuất điện.

## Phân loại

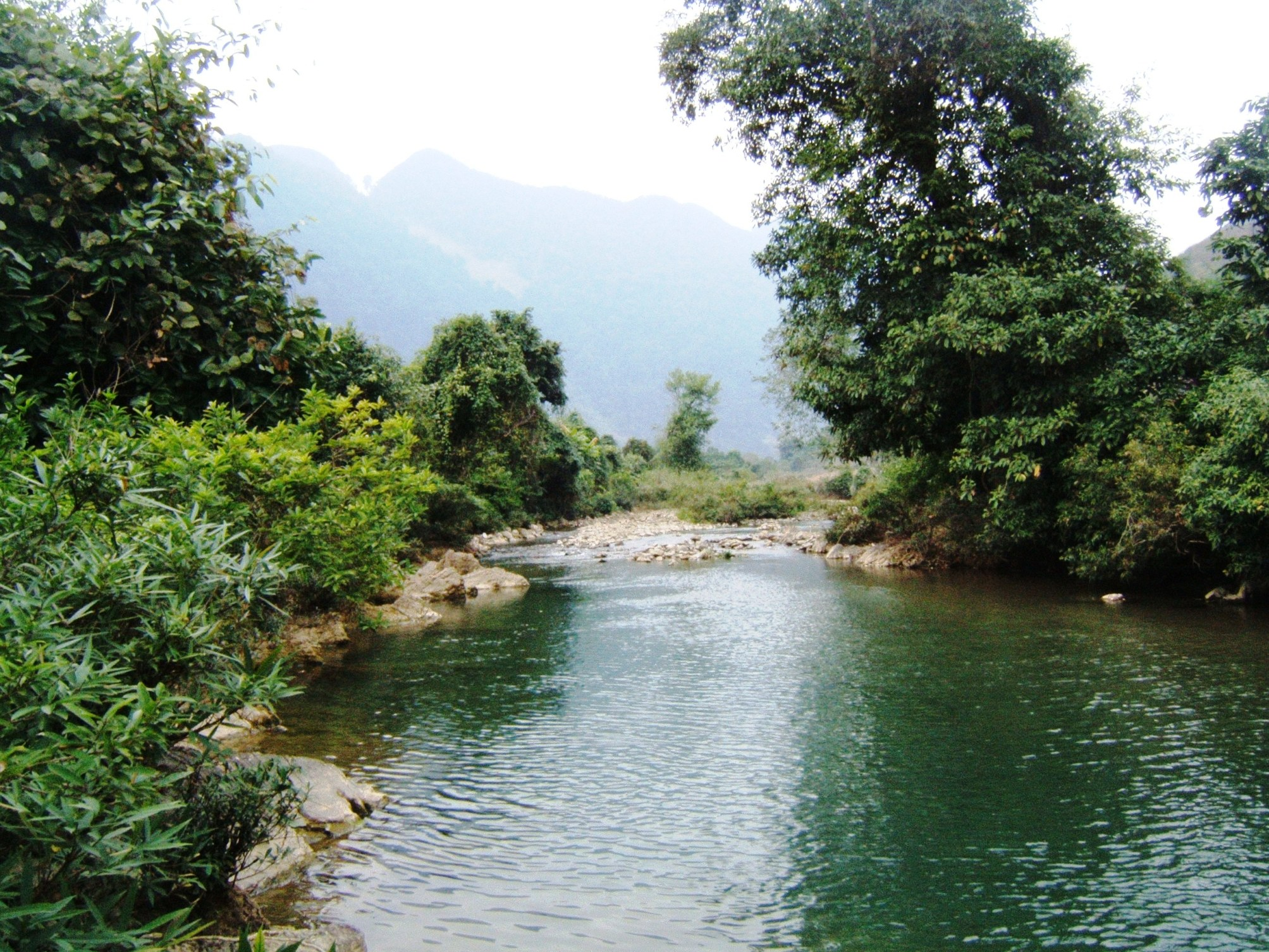
Khi thủy điện chặn dòng không trả lại nước cho sông.

Tại Việt Nam, các nguồn thủy điện có công suất đến 30MW thì được phân loại là thủy điện nhỏ. Các nguồn thủy điện có công suất lớn hơn gọi là thủy điện lớn.
Tuy nhiên, theo Tổ chức thủy điện của Liên hiệp quốc, thì các nguồn thủy điện có công suất từ 200 kW - 10 MW gọi là thủy điện nhỏ, còn các nhà máy có công suất từ 10 MW - 100 MW là thủy điện vừa. Sự phân cấp cũng cho thấy phần nào ảnh hưởng của các nguồn thủy điện đến môi trường và xã hội.

## Tác động môi trường và xã hội
Đập và hồ chứa thủy điện có tác dụng tích cực là cung cấp nước uống, tạo ra năng lượng thủy điện, tăng nguồn dự trữ nước tưới tiêu, cung cấp nơi nuôi trồng thủy sản, và kiểm soát lũ lụt. Ví dụ như Nhà máy thủy điện Hòa Bình đã góp phần quan trọng vào việc phòng chống lũ lụt cho vùng đồng bằng châu thổ sông Hồng, trong đó có thủ đô Hà Nội. Sau khi nhà máy hoàn thành, trong vòng 30 năm, đồng bằng sông Hồng không còn gặp trận lụt lớn nào, trong khi trước kia cứ vài năm lại có 1 trận lụt lớn.
Tuy nhiên, tác động xấu đến môi trường cũng xảy ra nếu công trình thủy điện không được tính toán cẩn thận khi xây dựng. Cuối tháng 9 năm 2009, thủy điện A Vương ở Quảng Nam xả lũ sau bão số 9 gây ngập úng trên diện rộng. Tháng 9 năm 2016, vụ vỡ ống thủy điện Sông Bung 2 làm nhiều người mất tích. Tháng 10 năm 2016 Thủy điện Hố Hô xả lũ gây ra ngập úng diện rộng trên các xã thuộc huyện Hương Khê - Hà Tĩnh và phía Bắc tỉnh Quảng Bình cộng thêm tình hình mưa kéo dài gây thiệt hại nghiêm trọng tương đương trận lũ lịch sử năm 1999. Tháng 12 cùng năm, 12 hồ thủy điện ở Nam Trung Bộ đồng loạt xả lũ, cùng với mưa lớn gây ngập nặng, ít nhất 3 người chết.

### Trách nhiệm
Qua bàn cãi về các vụ xả lũ và hạn hán tại các khu vực hạ lưu Thủy điện An Khê - Kanak, ông Nguyễn Thanh Cao-Chủ tịch Liên hiệp hội Khoa học-Kỹ thuật Kon Tum nêu quan điểm: “Trách nhiệm của lãnh đạo địa phương nơi xây dựng nhà máy thủy điện rất quan trọng. Địa phương cần phải bắt buộc chủ đầu tư cam kết duy trì dòng chảy hạ lưu con sông nơi xây dựng công trình thủy điện để tránh việc trốn trách nhiệm.” 